# К'ан-Хой-Читам I
К'ан-Хой-Читам I (4 травня 490 — 8 лютого 565) — ахав Баакульського царства у 529—565 роках. Ім'я перекладається як «Дорогоцінний/Жовтий Зв'язаний Пекарі».

## Життєпис
Походив з династії Токтан-Лакамхи. Син ахава Акуль-Мо'-Наба I. Народився в день 9.2.15.3.8, 12 Ламат 6 Во' (4 травня 490 року). В день 9.3.1.15.0, 12 Ахав 8 Кех (20 листопада 496 року) К'ан-Хой-Читам, якому тоді було близько шести з половиною років, брав участь в якійсь події або церемонії. Характер події не з'ясовано. Вважається, що річ йде про церемонію призначення спадкоємця престолу, але ця інтерпретація залишається спірною.
З невідомих причин після смерті батька у 524 році не зміг обійняти трон до 529 року. Церемонія інтронізації відбулася в день 9.4.14.10.4, 5 К'ан 12 К'аяб (25 лютого 529 року).
Протягом його правління в Лакам Хі розгорнулося активне архітектурне будівництво, в ході подальших розкопок у «Групі Хреста» та інших районах Паленке будуть виявлені якісь споруди К'ан-Хой-Читама I.
Брав участь в невідомій події в день 9.5.17.17.3, 13 Ак'баль 16 Кумк'у (15 березня 552 року) і відсвяткував закінчення к'атуна в 9.6.0.0.0, 9 Ахав 3 Вайєб (22 березня 554 року).
В день 9.6.7.0.0, 7 Ахав 8 Каб (13 лютого 561 року) К'ан-Хой-Читам I освятив «окіб'» (термін не дешифровано) якогось Йаш-Іцам-Аата, володаря царства Туун. Помер в день 9.6.11.0.16, 7 Кіб 4 К'аяб (8 лютого 565 року). Портрет К'ан-Хой-Читам I на західній стінці саркофага К'ініч-Ханааб'-Пакаля I.